# Cuthonella abyssicola
Cuthonella abyssicola is een slakkensoort uit de familie van de Cuthonellidae. De wetenschappelijke naam van de soort is voor het eerst geldig gepubliceerd in 1884 door Bergh.